# HMS Invincible (1907)
L'HMS Invincible, quinta nave da guerra britannica a portare questo nome, è stato un incrociatore da battaglia della Royal Navy. Prima unità della sua classe, è stato il primo incrociatore da battaglia ad essere costruito al mondo: venne impostato il 2 aprile 1906 nei cantieri Armstrong Whitworth di Newcastle upon Tyne, varato il 13 aprile 1907 ed entrò in servizio il 16 marzo 1909.

## Progetto generale
L'antenata di tutti gli incrociatori da battaglia venne progettata come complemento della nuova linea di battaglia basata sulle navi da battaglia della Royal Navy. Gli incrociatori da battaglia avrebbero dovuto agire da forza di avanscoperta avanzata per le navi da battaglia o avrebbero dovuto operare contro navi da guerra meno potenti. Questi tipi di vascelli erano corazzati in maniera inadeguata se avessero dovuto affrontare delle navi da battaglia - Fisher disse che la loro armatura era la velocità - questo rimase vero solo fintantoché gli incrociatori da battaglia rimasero fuori dalla linea di battaglia.
Il progetto fu una modifica del Dreadnought. Il numero di torri principali venne ridotto da cinque a quattro: una anteriore, una posteriore e due sfalsate a metà nave. Questo le dava una bordata di sei cannoni invece di otto. La sua corazzatura fu solo leggermente più pesante di quella di un tipico incrociatore. La cintura principale era spessa da 10 a 15 cm ed il singolo ponte corazzato era spesso solo da 2,5 a 5 cm. Comunque poteva raggiungere una velocità di 26 nodi e poteva quindi distanziare i suoi nemici. Sfortunatamente il loro armamento pesante tentò i comandanti navali a schierarle lungo la linea di battaglia.

## Costruzione
Venne impostata nei cantieri di Sir W. G. Armstrong, Whitworth & Co., Ltd a Tyneside il 2 aprile 1906 e varata alle 15:00 del 13 aprile 1907 da Lady Allendale. Il 28 dicembre, mentre era ancora in fase di allestimento venne colpita dalla carboniera Oden, che causò alcuni danni allo scafo. Venne completata ufficialmente il 16 marzo 1909. Il 18 marzo navigò da Tyne a Portsmouth, dove avrebbe dovuto entrare in servizio. Lungo la strada entrò in collisione con il brigantino Mary Ann e dovette attendere fino all'arrivo della nave salvataggio John Birch da Yarmouth perché trainasse via il brigantino. Entrò in servizio il 20 marzo 1909 al comando di Mark Kerr.

## Servizio
Partecipò alle manovre di flotta dell'aprile e giugno 1909, alla Spithead Review del 12 giugno 1909 e alla rivista della flotta al largo di Southend del 2 luglio. L'Invincible fu impiegata inizialmente con il 1st Cruiser Squadron fino al 1913. Nel marzo 1913 entrò in collisione con il sommergibile C-34.
All'inizio della prima guerra mondiale prese parte all'azione del 2 agosto 1914 a Heligoland Bight, prima di essere inviata con la nave sorella Inflexible nell'Atlantico meridionale dove combatté nella prima Battaglia delle Falkland dell'8 dicembre 1914. In questa battaglia sparò 513 proiettili da 305 mm contro il nemico.
Durante la battaglia dello Jutland del 31 maggio 1916 fu la nave ammiraglia del 3rd Battlecruiser Squadron ("3ª Squadra Incrociatori da Battaglia"). La sua torre "Q" venne colpita da una salva della Lützow, che fece saltare il tetto della torretta. Quello stesso colpo (o un colpo della stessa salva che penetrò nel deposito munizioni) fece saltare il deposito munizioni causando una grave esplosione. La nave si spezzò in due parti ed affondò. Persero la vita tutti i 1.021 uomini dell'equipaggio, salvo sei. L'ammiraglio Hood fu tra i morti.
Dopo la guerra il relitto venne localizzato da un cacciamine alle coordinate 57°02′40″N 6°07′15″E, alla profondità di 60 m.